# Loi du 25 juin 1999 d'orientation pour l'aménagement et le développement durable du territoire
Ne doit pas être confondu avec Loi du 4 février 1995 d'orientation pour l'aménagement et le développement du territoire.
Lire en ligne

Lire sur Légifrance

La loi du 25 juin 1999 d’orientation pour l’aménagement et le développement durable du territoire, dite « loi Voynet » ou « LOADDT », est une loi française présentée par Dominique Voynet, ministre de l’Aménagement du territoire et de l’Environnement du gouvernement Jospin.

## Contenu et objectif
Cette loi a pour objectif une démocratie plus participative et un développement plus durable (soutenable) et harmonieux.
Elle crée les conseils de développement, qui s'organisent librement sur des territoires intercommunaux.
Elle complète les textes existants sur la décentralisation, l’urbanisme et le droit de l'environnement en enrichissant ou en précisant le droit français, par exemple :
- les schémas régionaux d’aménagement et de développement (durable) du territoire (SRADDT, qui vont être élargis et remplacés par le schéma régional d'aménagement, de développement durable et d'égalité des territoires (SRADDET) en préparation par les nouvelles régions françaises) ;
- les schémas de services collectifs (SSC) ;
- le profil environnemental régional ;
- les directives territoriales d'aménagement (DTA).

Elle introduit des concepts nouveaux tels que les « services collectifs », notamment aménitaires, rendus par l’environnement, ou plus précisément par les « espaces naturels et ruraux ».
Elle contient des dispositions originales telles que la mise en place d’un réseau national de corridors biologiques.

## Suites
Certains retards dans les décrets d'application en ont atténué la portée ; ainsi les SRADDT ont été terminés après l'écriture des contrats de plans État-région (CPER) qu'ils auraient dû encadrer[réf. souhaitée].
La Réforme des collectivités territoriales françaises de 2010 a abrogé la possibilité de créer de nouveaux Pays.